# Вернер Гартенштайн
Вернер Гартенштайн (нім. Werner Hartenstein; 27 лютого 1908, Плауен — 8 березня 1943, Атлантичний океан) — німецький офіцер-підводник, корветтен-капітан. Кавалер Лицарського хреста Залізного хреста.

## Біографія
1 квітня 1928 року вступив у рейхсмаріне. Після навчання на різних кораблях, у тому числі «Ніобе» і на легкому крейсері «Емден», він служив на легкому крейсері «Карлсруе», з вересня 1939 по березень 1941 року командував міноносцем «Ягуар». Учасник Громадянської війни в Іспанії. У квітні 1941 року вступив у підводний флот і у вересні отримав в командування U-156. З січня 1942 по січень 1943 року здійснив 5 бойових походів.
12 вересня 1942 року біля берегів Західної Африки він атакував британський транспорт «Лаконія» (19 695 брт). На судні знаходилося понад 2 741 особу, серед них 1809 італійських військовополонених. Після потоплення корабля почалася рятувальна операція, в якій брав участь також U-507, який знаходився поблизу. Човен Гартенштайна взяв на буксир кілька рятувальних шлюпок і прийняв багато потерпілих на борт. Попри помітні прапори з Червоним хрестом, човен піддався бомбардуванню американських літаків і був сильно пошкоджений. Кілька врятованих при цьому загинуло. Ця бомбова атака призвела до того, що Карл Деніц 17 вересня 1942 року видав так званий «наказ Лаконія», за яким німецьким військовим кораблям заборонялося вживати будь-які дії з порятунку людей з потоплених суден.
У середині січня 1943 року Гартенштайн вирушив в останній бойовий похід. 8 березня 1943 року на схід від Барбадосу його човен з усім екіпажем був потоплений американським бомбардувальником Consolidated PBY Catalina.
Всього за час бойових дій Гартенштайн потопив 19 ворожих суден (97 489 брт) і пошкодив 4 (20 001 брт).
| Дата            | Назва корабля            | Тип               | Тоннаж | Вантаж | Екіпаж | Загинули                 | Країна                   | Конвой |
| --------------- | ------------------------ | ----------------- | ------ | --- | ------ | ------------------------ | ------------------------ | ------ |
| 16 лютого 1942  | Pedernales (пошкоджений) | Паровий танкер    | 4,317  | Сира нафта | 26     | 8                        | Британська імперія       |        |
| 16 лютого 1942  | Oranjestad               | Паровий танкер    | 2,396  | Сира нафта | 25     | 15                       | Британська імперія       |        |
| 16 лютого 1942  | Arkansas (пошкоджений)   | Паровий танкер    | 6,452  | Відсутній | 37     | 0                        | США                      |        |
| 20 лютого 1942  | Delplata                 | Торговий пароплав | 5,127  | 6100 тонн генеральних вантажів                                                                                            | 53     | 0                        | США                      |        |
| 25 лютого 1942  | La Carriere              | Паровий танкер    | 5,685  | Баласт (вода) | 41     | 15                       | Британська імперія       |        |
| 27 лютого 1942  | Macgregor                | Торговий пароплав | 2,498  | Баласт (вода) | 31     | 1                        | Британська імперія       |        |
| 28 лютого 1942  | Oregon                   | Паровий танкер    | 7,017  | 78 000 барелів мазуту ВМС                                                                                                 | 36     | 6                        | США                      |        |
| 13 травня 1942  | Koenjit                  | Торговий теплохід | 4,551  | 8629 тонн генеральних вантажів і військових товарів, включаючи танки, боєприпаси, пиво, віскі і буксир як палубний вантаж | 38     | 0                        | Нідерланди               |        |
| 13 травня 1942  | City of Melbourne        | Торговий пароплав | 6,630  | 4000 тонн генеральних вантажів                                                                                            | 87     | 1                        | Британська імперія       |        |
| 15 травня 1942  | Siljestad                | Торговий теплохід | 4,301  | Генеральні вантажі і військові матеріали                                                                                  | 33     | 2                        | Норвегія                 |        |
| 15 травня 1942  | Kupa                     | Торговий пароплав | 4,382  | Військові вантажівки, деталі літаків і нафта в бочках                                                                     | 72     | 2                        | Королівство Югославія    |        |
| 17 травня 1942  | Barrdale                 | Торговий пароплав | 5,072  | 9824 тонни державних і генеральних вантажів                                                                               | 53     | 1                        | Британська імперія       |        |
| 18 травня 1942  | Quaker City              | Торговий пароплав | 4,961  | 4500 тонн марганцевої руди                                                                                                | 40     | 11                       | США                      |        |
| 18 травня 1942  | San Eliseo (пошкодження) | Тепловий танкер   | 8,042  | Баласт | 52     | 0                        | Британська імперія       |        |
| 21 травня 1942  | Presidente Trujillo      | Торговий пароплав | 1,668  | Генеральні вантажі, включаючи пиво, техніку і фураж                                                                       | 39     | 24                       | Домініканська Республіка |        |
| 25 травня 1942  | «Блеклі» (пошкоджений)   | Есмінець          | 1,190  | | 122    | 6                        | США                      |        |
| 29 травня 1942  | Norman Prince            | Торговий пароплав | 1,913  | Баласт | 49     | 16                       | Британська імперія       |        |
| 1 червня 1942   | Alegrete                 | Торговий пароплав | 5,970  | Генеральні вантажі, включаючи каву, какао, касторову олію і 5000 ящиків каштана                                           | 64     | 0                        | Бразилія                 |        |
| 3 червня 1942   | Lillian                  | Вітрильник        | 80     | Пасажири і генеральні вантажі, включаючи ром                                                                              | 25     | 3 (власник і 2 пасажири) | Британська імперія       |        |
| 24 червня 1942  | Willimantic              | Торговий пароплав | 4,857  | Баласт | 28     | 6                        | Британська імперія       |        |
| 27 серпня 1942  | Clan Macwhirter          | Торговий пароплав | 5,941  | 2000 тонн марганцевої руди, 3500 тонн лляного насіння, 2200 тонн чавуну і генеральних вантажів, а також 6 мішків пошти    | 86     | 12                       | Британська імперія       | SL-119 |
| 12 вересня 1942 | Laconia                  | Торговий пароплав | 19,695 | 366 пасажирів, 1809 італійських військовополонених і 200 тонн генеральних вантажів                                        | 2841   | 1658                     | Британська імперія       |        |
| 19 вересня 1942 | Quebec City              | Торговий пароплав | 4,745  | 6600 тонн генеральних вантажів і бавовни                                                                                  | 42     | 1                        | Британська імперія       |        |

## Звання
- Морський кадет (11 жовтня 1928)
- Матрос-єфрейтор (1 квітня 1929)
- Фенрих-цур-зее (1 січня 1930)
- Обер-фенрих-цур-зее (1 квітня 1932)
- Лейтенант-цур-зее (1 жовтня 1932)
- Оберлейтенант-цур-зее (1 вересня 1934)
- Капітан-лейтенант (1 червня 1937)
- Корветтен-капітан (1 червня 1942)

## Нагороди
- Медаль «За вислугу років у Вермахті» 4-го класу (4 роки)
- Іспанський хрест в бронзі (6 червня 1939)
- Медаль «У пам'ять 22 березня 1939 року» (26 жовтня 1939)
- Залізний хрест
  - 2-го класу (16 листопада 1939)
  - 1-го класу (27 квітня 1940)
- Медаль «У пам'ять 1 жовтня 1938» (6 листопада 1940)
- Нагрудний знак есмінця (24 грудня 1940)
- Німецький хрест в золоті (2 лютого 1942)
- Нагрудний знак підводника (17 березня 1942)
- Відзначений у Вермахтберіхт
  - «В успіхах німецьких підводних човнів в американських водах особливо відзначився човен корветтен-капітана Гартенштайна.» (6 червня 1942)
- Лицарський хрест Залізного хреста (17 вересня 1942)